# Dolní Chobolice
Dolní Chobolice je malá vesnice, část obce Liběšice v okrese Litoměřice. Nachází se asi jeden kilometr západně od Liběšic. Dolní Chobolice je také název katastrálního území o rozloze 1,57 km².

## Historie
První písemná zmínka o vesnici pochází z roku 1378.

## Obyvatelstvo
Při sčítání lidu v roce 1921 zde žilo 197 obyvatel (z toho 105 mužů), z nichž byli dva Čechoslováci a 195 Němců. Až na jednoho člena nezjišťovaných církví byli římskými katolíky. Podle sčítání lidu z roku 1930 měla vesnice 203 obyvatel: sedm Čechoslováků a 196 Němců. Všichni se hlásili k římskokatolické církvi.
|                                                                          | 1869 | 1880 | 1890 | 1900 | 1910 | 1921 | 1930 | 1950 | 1961 | 1970 | 1980 | 1991 | 2001 | 2011 |
| ------------------------------------------------------------------------ | ---- | ---- | ---- | ---- | ---- | ---- | ---- | ---- | ---- | ---- | ---- | ---- | ---- | ---- |
| Obyvatelé                                                                | 174  | 205  | 177  | 199  | 211  | 197  | 203  | 126  | 128  | 96   | 73   | 57   | 60   | 84   |
| Domy                                                                     | 38   | 38   | 38   | 38   | 40   | 37   | 37   | 30   | .    | 24   | 24   | 26   | 24   | 25   |
| Počet domů z roku 1961 je zahrnut v domech místní části Horní Chobolice. |      |      |      |      |      |      |      |      |      |      |      |      |      |      |

## Pamětihodnosti

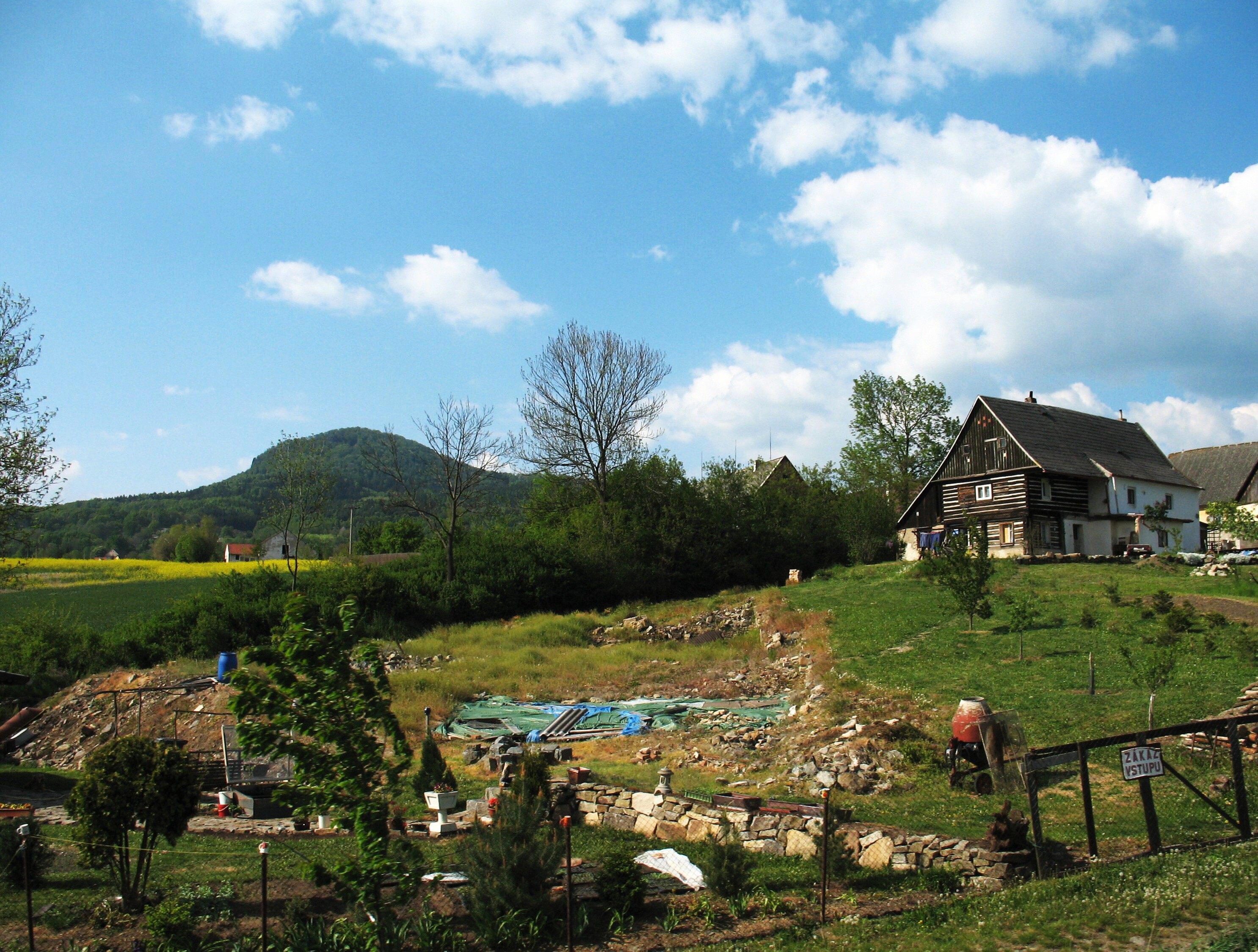
Pohled od Dolních Chobolic na horu Sedlo

- Smírčí kříž
- Výklenková kaplička